# Lars Bang Brøgger
Lars Bang Brøgger  (født 22. marts 1999 i København) er en dansk tidligere professionel fodboldspiller, hvor hans primære position var på midtbanen, sekundært som angriber og spillede i et par kampe som back (i 2003/2004 sæsonen). Hans seneste skifteklub var til 2. divisionsklubben AB 70, hvor han blev præsenteret som ny spiller den 8. februar 2007

## Karriere
Lars Brøgger begyndte at spille fodbold som 6-årig i Fremad Amager og senere i sin ungdom en overgang i AB 70 og valgte således i sidste ende at vende tilbage og stoppe karrieren i hans fodboldsmæssige udgangspunkt på Amager. Som ungdomsspiller i Fremad Amager spillede han på lilleputhold sammen med Peter Eriksen og Miklos Molnar. Han var i sine unge dage en målfarlig angriber og senere en målfarlig offensiv midtbanespiller. Han nåede i sin seniorkarriere at spille i mange forskellige fodboldklubber, såsom Boldklubben Fremad Amager, tyske Fortuna Düsseldorf (Bundesliga, 2. Bundesliga og Oberliga Nordrhein), Odense Boldklub (Superligaen, udlejet fra Fortuna Düsseldorf), hollandske SVV-Dordrecht'90 (Eredivisie og Eerste divisie, udlejet fra Fortuna Düsseldorf), Ikast FS (Superligaen og 1. division), Silkeborg IF (Superligaen, hvor han sideløbende også trænede børn/unge spillere) samt Boldklubben Frem (Superligaen og 1. division).
Han var hos Boldklubben Frem, hvor han fik sin første professionelle kontrakt, i to omgange. Første gang i starten af 1990'erne, hvor han debuterede for klubben i den daværende bedste række (senere Superligaen) den 1. april 1990 ude mod Aarhus GF efter at været blevet skiftet ind. I den første omgang blev han to år i klubben, før han tog på det første udlandsophold. Han vendte tilbage til klubben i 2003 i forbindelse med klubbens oprykning til Superligaen og spillede sin sidste kamp for klubben var den 18. juni 2006 ude mod Ølstykke FC, hvor han ligeledes blev skiftet ind. I starten af november 2005 blev han ligeledes ansat som spillende assistenttræner under den daværende nye cheftræner Anders Theil. Lars Brøgger kendte cheftræner Benny Johansen fra sin tid i Silkeborg IF og det var medvirkende til hans beslutning om at vælge 1. divisionsklubben Fremad Amager som sin næste klub efter sommerpausen 2006, da han samtidig ikke kunne blive enige med Boldklubben Frem om en kontraktforlængelse grundet hans mange skader. Han stoppede i Boldklubben Frem pr. 30. juni 2006. Han debuterede for Fremad Amager den 15. oktober mod Lyngby Boldklub og scorede til 1-0.
Han planlagde at spille i Fremad Amager i nogle sæsoner endnu, men endte dog kun med at blive der en halv sæson delvist grundet hans fortsatte skadesplager, og stoppede officielt sin fodboldkarriere samme år med virkning fra 31. december 2006 i 1. divisionsklubben Boldklubben Fremad Amager, for at hellige sig sin familie og sit civile erhverv. Imidlertid blev han overtalt til at skrive en kontrakt med 2. divisionsklubben AB 70 i februar 2007 og afslutte hans karriere i hans anden barndomsklub. Han spillede sin comeback-kamp for amagerkanerne den 28. april 2007 hjemme mod B.93.
Han nåede at spille en enkelt ungdomskamp (under hans tid i Boldklubben Frem) for U-21 landsholdet på udebane den 10. september 1991, da han blev skiftet ind mod Ungarn samt 4 ligalandskampe i 1998 for Ikast FS. Kampen blev i øvrigt vundet 1-0 af Danmark. Han har i et interview for Fremad Amagers kampprogram udtalt at hans største fodboldoplevelse var været hans to finaler i Parken i DBU's Landspokalturnering med henholdsvis Ikast FS og Silkeborg IF. Endvidere turen med ligalandsholdet til King's Cup turneringen i Bangkok, Thailand og hans debut for Fortuna Dusseldorf på det olympiske stadion i München mod FC Bayern München. Han omtales som en ulykkesspiller, da han har oplevet 7 nedrykninger med sine klubber. Senest i 2006/07-sæsonen, hvor AB 70 sluttede sidst i 2. division Øst, men grundet tvungne nedrykninger af to andenhold og en kommende udvidelse, blev klubbens nedrykning annulleret.